# 7,7 cm Infanteriegeschütz L/20
Il cannone d'accompagnamento 7,7 cm Infanteriegeschütz L/20, abbreviato in 7,7 IG L/20, era un pezzo di artiglieria da 77 mm sviluppato dalla Krupp per l'Esercito imperiale tedesco ed entrato in servizio nel 1916.

## Storia
Il 7,7 cm Infanteriegeschütz L/20 fu realizzato dalla Krupp per ovviare alle carenze del 7,62 cm Infanteriegeschütz L/16,5, prodotto dalla stessa azienda ma copiando il Putilov 76,2 mm M. 1910 di preda bellica russa.
Il pezzo fu realizzato montando la bocca da fuoco accorciata del cannone campale 7,7 cm FK 96 nA su un affusto Krupp per obice da montagna. Impiegava la stessa gamma di munizioni del FK 96 nA, ma generalmente con carica di lancio ridotta, anche se venne mantenuta la possibilità di usare le munizioni a piena carica per raggiungere la velocità alla volata massima di 435 m/s. Il cannone impiegava anche una nuova granata anticarro. Per il trasporto il pezzo veniva trasportato solitamente in due carichi, mentre se necessario poteva essere scomposto in 8 carichi.
Pur apprezzato dalle truppe, il 7,7 cm IG L/20 risultava troppo pesante e lento da scomporre e riassemblare. Lo sforzo tedesco per un migliore cannone d'accompagnamento per la fanteria che massimizzasse l'uso delle componenti esistenti continuò nella realizzazione del 7,7 cm Infanteriegeschütz L/27 Krupp.